# Alp Quarnei
Alp Quarnei är en bergstopp i Schweiz. Den ligger i distriktet Moesa och kantonen Graubünden, i den sydöstra delen av landet, 140 km öster om huvudstaden Bern. Toppen på Alp Quarnei är 2 297 meter över havet.